# 兰特包

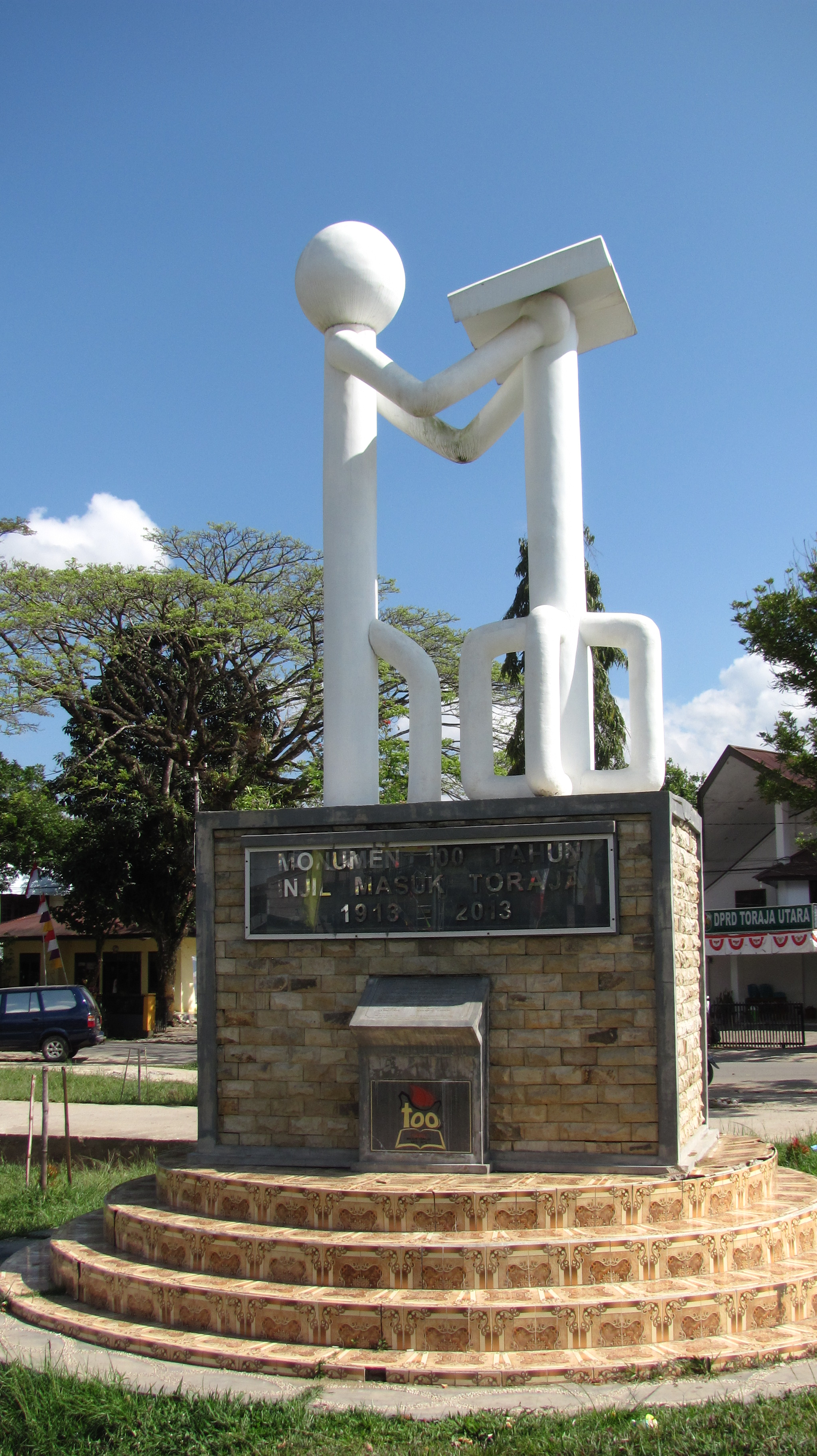
兰特包的圣经纪念碑

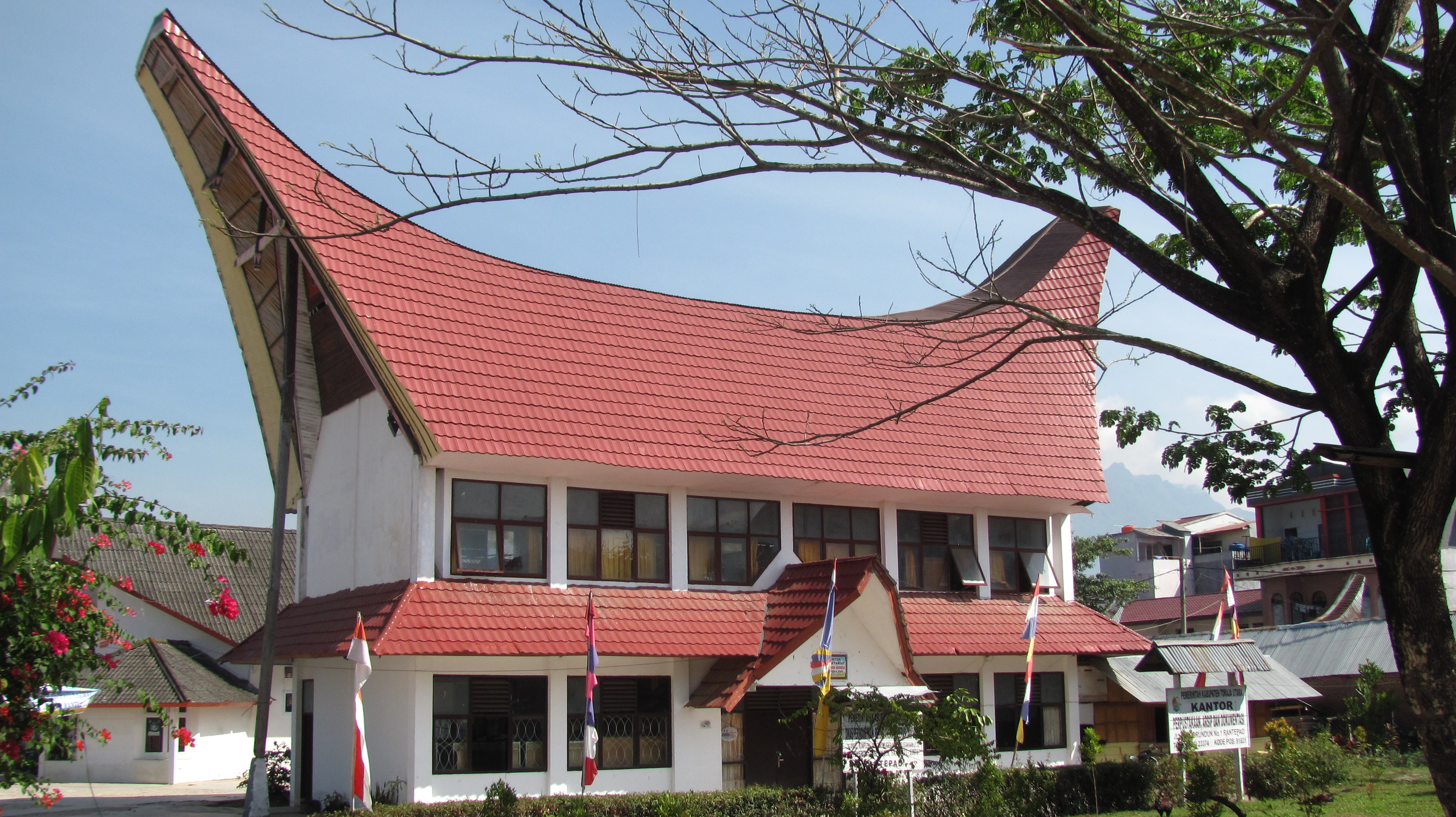
兰特包的政府大楼

兰特包（Rantepao）是印度尼西亚南苏拉威西省的一个城镇，是北托拉查县的县治所在，是一个因托拉查人文化而闻名的小镇。从20世纪70年代开放旅游后，印尼国家和地方旅游局大力发展这座小城使之成为游览塔纳托拉查地区的起点。。

## 地理
2010年普查，兰特包拥有43,123名居民。城镇位于Sadang河旁，空距望加锡250 km。

## 交通
庞蒂库机场位于西南边的邻县塔纳托拉查县境内，距离兰特包30 km，每周有三班飞往望加锡的航班。2015年机场扩建以改善塔纳托拉查地区的对外交通以及促进旅游业发展。计划在不久的将来开通直达新加坡的航班。

## 旅游
兰特包是以基督徒为主的托拉查人的文化中心，镇上的几栋政府大楼以托拉查风格建造。
兰特包镇中心有个10米高的纪念碑，用来纪念20世纪初发动叛乱反对荷兰人的庞·蒂库（Pong Tiku），他在1907年时于兰特包被处死。
Gunung Singki山位于城镇以西，海拔930米，山上可以看到兰特包的全景，一个高大的十字架矗立在山顶。
兰特包被许多传统的村庄所环绕，村里保存有完好的托拉查文化。

## 资料来源
1. ↑  Adams, Kathleen M. . Cultural Survival Quarterly. January 31, 1990, 14 (1)  [2007-05-18]. （原始内容存档于2007-09-27）.
2. ↑  [[] Indonesia: The most important places and their inhabitants. World Gazetteer]
3. ↑  Nurul Noe: Makassar dan sekitarnya, S. 54. Jakarta 2014
4. ↑  Stefan Loose: Indonesien von Sumatra bis Sulawesi, p. 578. Ostfildern 2013
5. ↑  Stefan Loose: Indonesien von Sumatra bis Sulawesi, p. 579. Ostfildern 2013